# Katie Freudenschuss

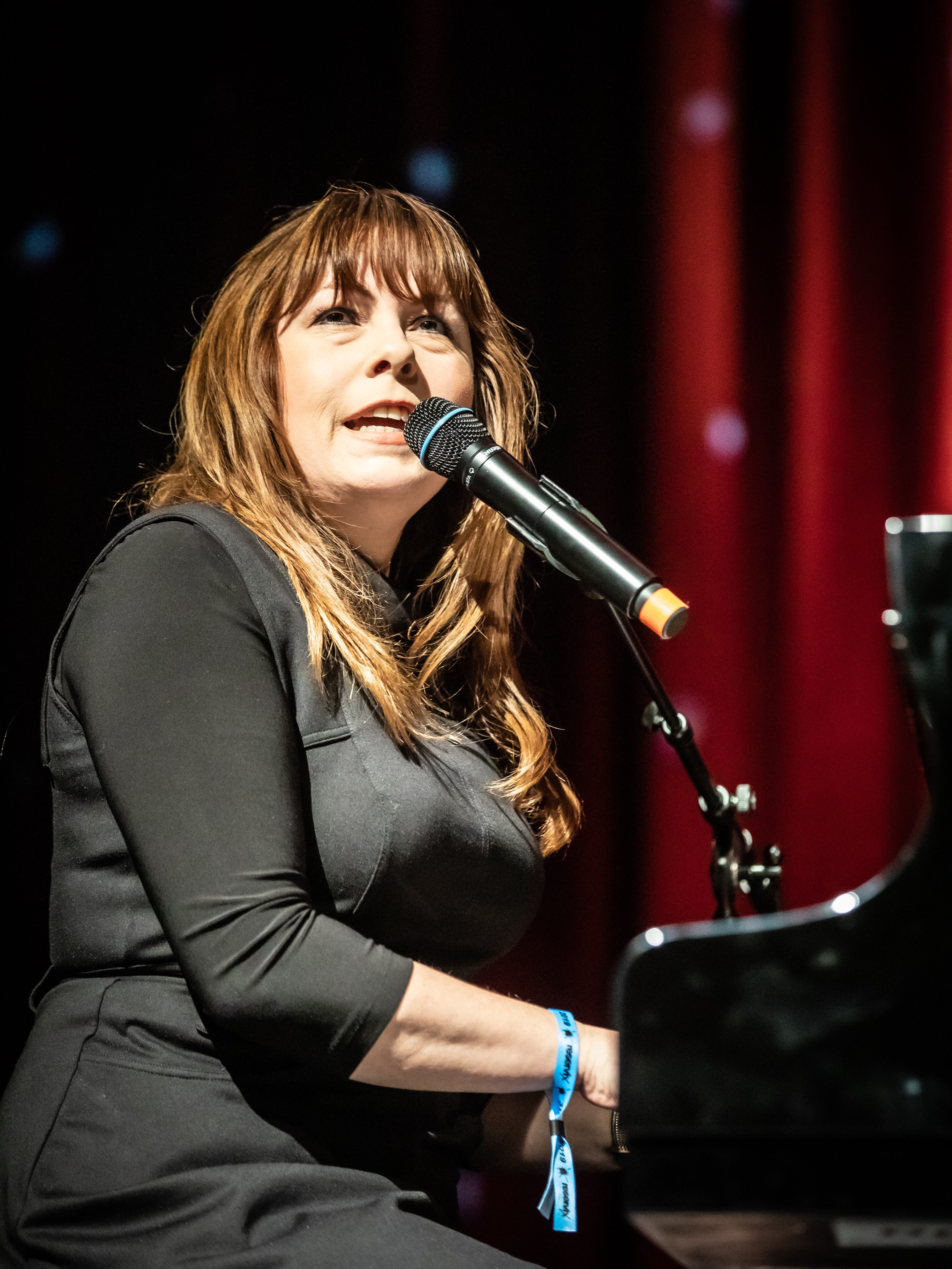
Katie Freudenschuss auf der Kulturbörse Freiburg 2019

Katie Freudenschuss (bürgerlich: Katja Freudenschuss) (* 1976 in Gießen) ist eine deutsche Kabarettistin, Musikerin, Komponistin und Liedtexterin.

## Leben
Katie Freudenschuss lebt und arbeitet seit 1999 in Hamburg. Dort absolvierte sie den Popkurs an der Hamburger Hochschule für Musik und Theater. 2008 bekam sie ein Stipendium der Celler Schule.
Seitdem schreibt sie Songtexte für sich und andere.
Außerdem hat sie Werbesongs gesungen.
Bis Ende 2013 war sie über drei Jahre gemeinsam mit Andrea Bongers in Deutschland, Österreich und der Schweiz mit dem Musik-Comedy Programm „Schuh Mädchen Report“ auf den Bühnen unterwegs, improvisierte im Sommer 2013 wöchentlich an den Tasten im TV-Comedy Format „Durchgedreht“  (u. a. mit Max Giermann, Bernhard Hoecker, Mirja Boes, Carolin Kebekus) im ZDF und war als singende Keyboarderin mit Lena Meyer-Landrut auf der Tour „No one can catch us“.
Außerdem improvisiert sie regelmäßig auf der Theaterbühne mit den Improvisationstheatern „hidden shakespeare“ und „Placebotheater“.
Mit ihrem ersten Soloprogramm „Bis Hollywood is eh zu weit“ stand sie seit 2014 überall in Deutschland alleine auf der Bühne, sie spielt Klavier, sagt Sachen (eigene Bezeichnung: Sachensagerin), improvisiert mit Zuschauern und Situationen und singt ihre eigenen Songs.

## Kunst
Katie Freudenschuss’ Programm besteht aus Stand-up-Comedy-Nummern und Musikstücken, bei denen sie sich selbst auf dem Klavier begleitet. Musik und Texte stammen aus eigener Feder. Die Texte sind meist deutsch. Die Stand-up-Comedy-Nummern sind Geschichten, die sehr häufig mit vollem Körpereinsatz dargeboten werden.

## Auszeichnungen
- 2015: Hamburger Comedy Pokal, 2. Preis[5]
- 2017: Nominierung für den Prix Pantheon 2017
- 2022: Deutscher Kleinkunstpreis in der Kategorie Chanson/Lied/Musik[6]
- 2022: sPEZIALiST 2021 und 2022 (Publikumspreis)[7]

## Werke

### Solo-Programme
- 2014 – 2018: Bis Hollywood is eh zu weit
- Ab 2018: Einfach Compli-Katie!
- Seit 2022: Nichts bleibt wie es wird

### Audio-CD
- Bis Hollywood is eh zu weit (ISBN 978-3-8371-3529-9)